# Zenodotos (Bischof von Termessos)
Zenodotos war ein Bischof von Termessos in Pisidien.
Er ist nachgewiesen als Teilnehmer des Konzils von Chalcedon im Jahr 451, mehr ist über ihn nicht bekannt.